# Bocana repulsa
Bocana repulsa är en fjärilsart som beskrevs av Walker 1865. Bocana repulsa ingår i släktet Bocana och familjen nattflyn. Inga underarter finns listade i Catalogue of Life.